# Lithosia uniformeola
Lithosia uniformeola là một loài bướm đêm thuộc phân họ Arctiinae, họ Erebidae.